# 女優と観る! 真夜中の映画祭
『女優と観る! 真夜中の映画祭』（じょゆうとみる! まよなかのえいがさい）は、2018年3月23日よりAbemaTVのAbemaSPECIAL 2チャンネルで配信されている映画番組である。毎週土曜と日曜の 00:00 - 2:30配信。
2018年5月から『真夜中の映画祭  midnight Film festival』にリニューアル。

## 番組概要
品川庄司の2人がホストとなり映画作品を紹介、鑑賞するAbemaTVの映画番組。番組名の通り「あたかも女優と一緒の空間で映画を見ている感覚が味わえる映画番組」を標榜し、通常の映画番組におけるCM挿入箇所で、約1分程度の女優のコメント映像が挿入される。
品川庄司の2人はオープニングトークと映画終了後のエンディングに登場。映画本編の長さによってトークコーナーが調整されている（オープニングは約10分で固定）。
土日はなんらかのつながりでワンテーマが設定されており、第1回は『風俗行ったら人生変わったwww』、『アフロ田中』の「DT映画」特集。その後は「SF」など大雑把なくくりから『ソウル・キッチン』と『ディナーラッシュ』の「犯罪に巻き込まれるコックさん特集」、『援助交際撲滅運動』、『5つ数えれば君の夢』による「激しい…JK映画」などニッチな特集、無理やりと思えるようなくくりまであり、邦画、洋画、インディーズ作品までラインナップの幅は広い。
コメント挿入映像部分は事前収録であり、あくまで当該番組は「一緒に見ている雰囲気」を味わえる番組である。AbemaTVにおける実際の実況番組としてはドラマ『ブレイキング・バッド』初回配信の際に、別チャンネルで水道橋博士、舟山久美子による副音声配信を実現している。
2018年4月分を持って“女優と一緒に見る”というコンセプトをリセットし、『真夜中の映画祭 midnight Film festival』にリニューアル。ホストは品川ヒロシ単独となり、進行として西澤由夏（AbemaTVアナウンサー）が加わる。7月からは映画知識の補助、選定役としてFilmarks広報の斉藤聖がレギュラーゲストとなり、作品にちなんだスタジオゲストが1名加わる。同月限りで斉藤が降板。8月からはゲスト2名体制となる。9月からは西澤に代わり柴田あやながアシスタントに加わった。9月30日配信分『ルディ 涙のウィニング・ラン』をもって配信最終回を迎えた。

## 出演者
MC
- 品川ヒロシ（品川庄司）

映画監督としての品川ヒロシ名義で出演。豊富な映画知識を持ち、冒頭でみどころ解説を行う。番組開始以来出演する唯一のレギュラーで、2018年4月までは品川祐名義で出演。
- 柴田あやな

進行アシスタント。2018年9月16日よりレギュラー。後述のように「女優とみる～」時代にも出演。

### 過去の出演者
MC
- 庄司智春（品川庄司）

2018年4月まで品川とともに出演し、おもに進行を担当。初見であることが多く、ひとりで映画をみるのは90分が限界と述べていた。
- 西澤由夏（AbemaTVアナウンサー）

進行役。2018年7月分より参加。2018年9月15日分で降板。
女優
1回につき3人が出演。事実上、土曜班、日曜班に分けられていた。
- 柴田あやな　土曜
- 永尾まりや　土曜
- 柴田ひかり　土曜
- 君島光輝　日曜
- 奥仲麻琴　日曜
- みうらうみ　日曜
- 神部美咲　日曜
- 筒井萌子　土曜
- 眞嶋優　土曜

## おもなコーナー
- エンディングトーク

映画の内容にちなんだゲストを呼んで話を聞くコーナー。
- 品川ヒロシの映画しな語り

その日の映画を即興レビューする30秒のショートコーナー。

## 過去のおもなコーナー
- 映画がもっと見たくなるキャッチコピー

実際の映画のキャッチコピーより、映画が見たくなるようなコピーを考えるコーナー。オープニングで予告をもとに発表し、エンディングで見直しが図られる。優良作は当番組の告知に実際に使用される。

## 関連
- 日曜ロードショー (ウェブテレビ番組) - AbemaTVのもうひとつの映画番組